# Тойфельсберг
То́йфельсберг (нем. Teufelsberg — «Чёртова гора») — рукотворная гора, расположенная в административном районе Груневальд столицы Германии Берлина. Высота над уровнем моря составляет 120,1 метров, но относительно плато Тельтов возвышается на 80 метров.
Гора была создана из щебня во время холодной войны, и с 1960-х годов на её вершине действовала американская радиостанция перехвата Field Station Berlin (либо просто The Hill — «Холм»). Она работала в рамках глобальной системы радиоэлектронной разведки ECHELON для слежения за ГДР и странами Варшавского договора.
В 1990-е годы, после объединения Германии, станция была закрыта, превратившись в туристический объект. Заброшенная РЛС стала одним из символов молодёжной субкультуры, используется в качестве объекта для съёмок художественных фильмов, сериалов, обложек музыкальных альбомов и других объектов поп-культуры.

## История
Территория, на которой в настоящее время находится гора Тойфельсберг, расположена к юго-западу от Олимпийского стадиона, в лесу Груневальд. В 1937 году здесь началось возведение здания оборонно-технического факультета, которое должно было стать первым этапом в строительстве институтского городка так называемой «Столицы мира Германия» — плана Адольфа Гитлера сделать Берлин главным городом мира. В рамках проекта в институтском городке появился бы гигантский лекционный зал Auditorium Maximum, напоминающий Парфенон. Остатки возведённой коробки здания оборонно-технического факультета были засыпаны после войны строительным мусором от разбора городских руин, и появилась гора Тойфельсберг.
После войны вершина горы использовалась вооружёнными силами США для прослушивания радиообмена в Восточном блоке, а затем на Тойфельсберге посадили тысячи деревьев, и гора превратилась в зону отдыха. 30 октября 2018 года Тойфельсберг был включён в список исторических памятников города Берлина.

## Галерея

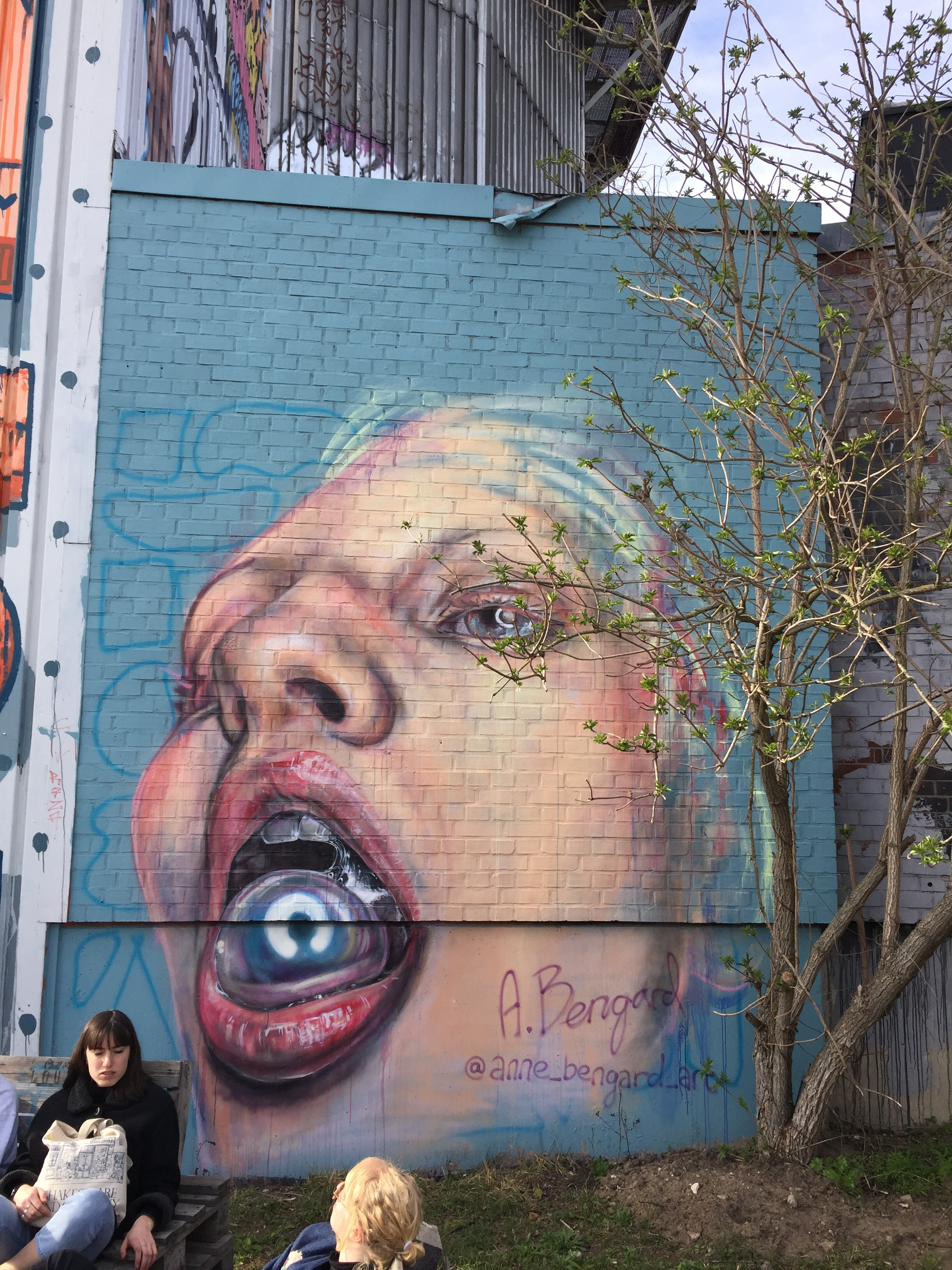
Граффити на стенах
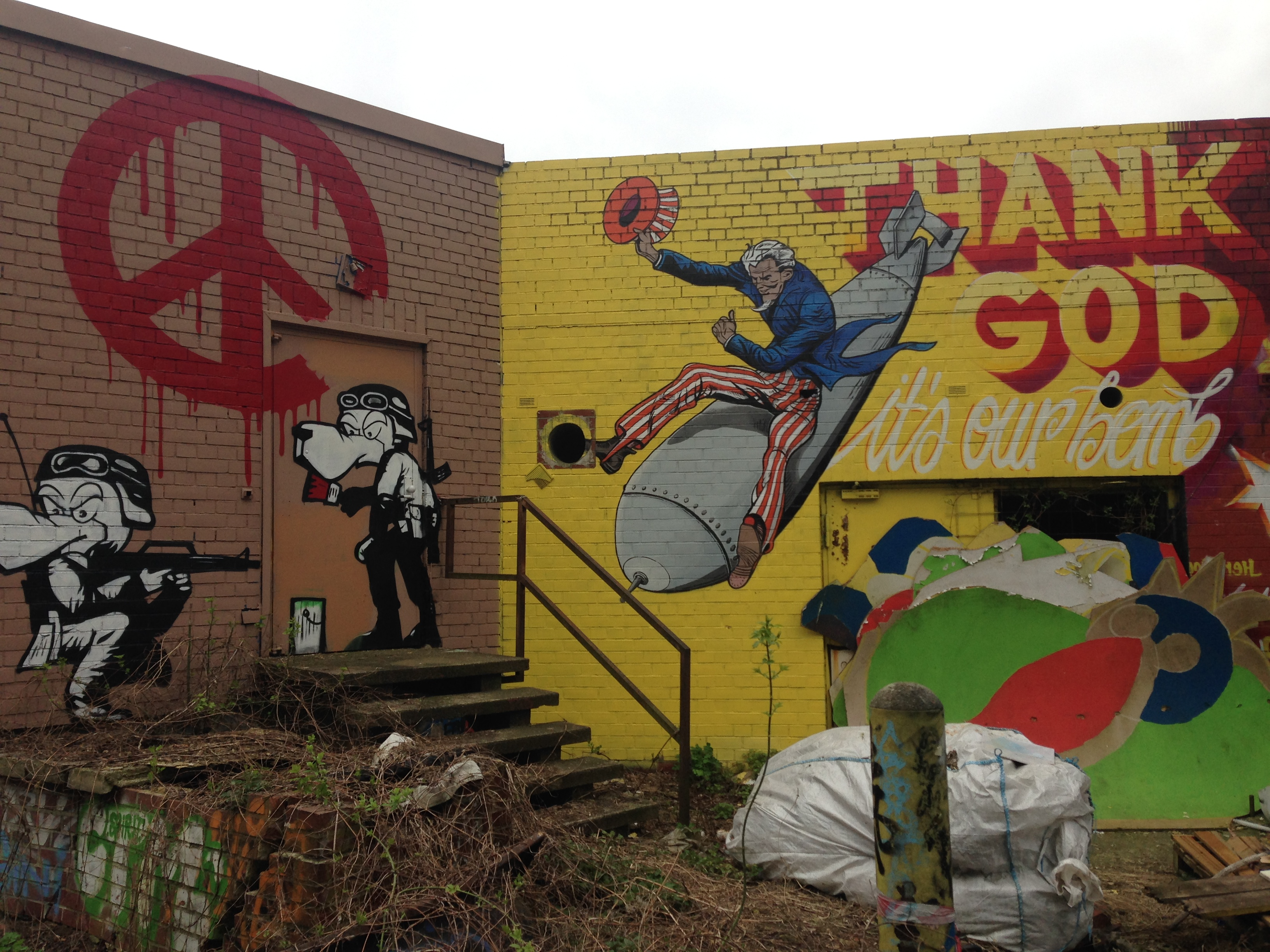
Антиядерное граффити
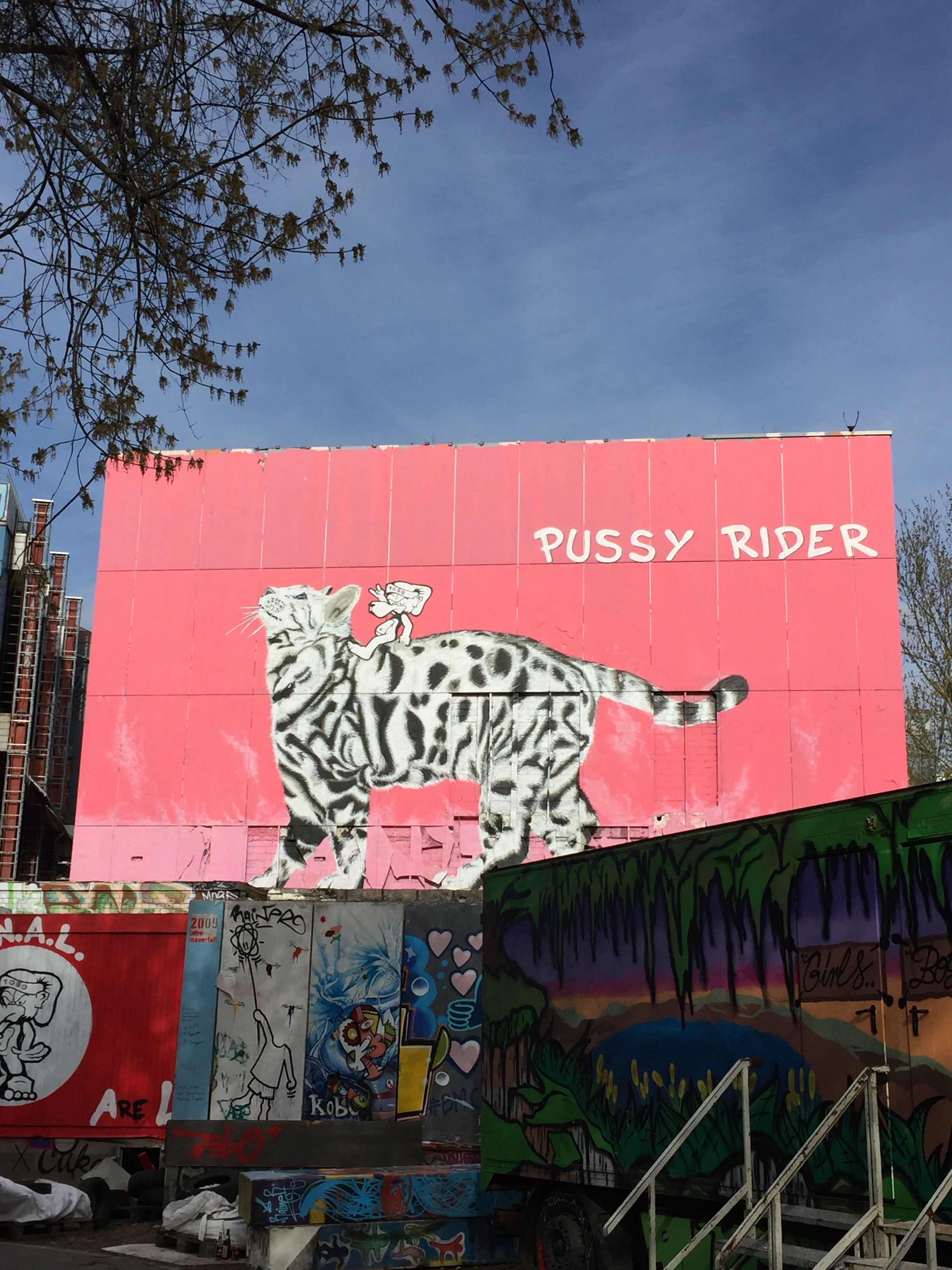
Граффити
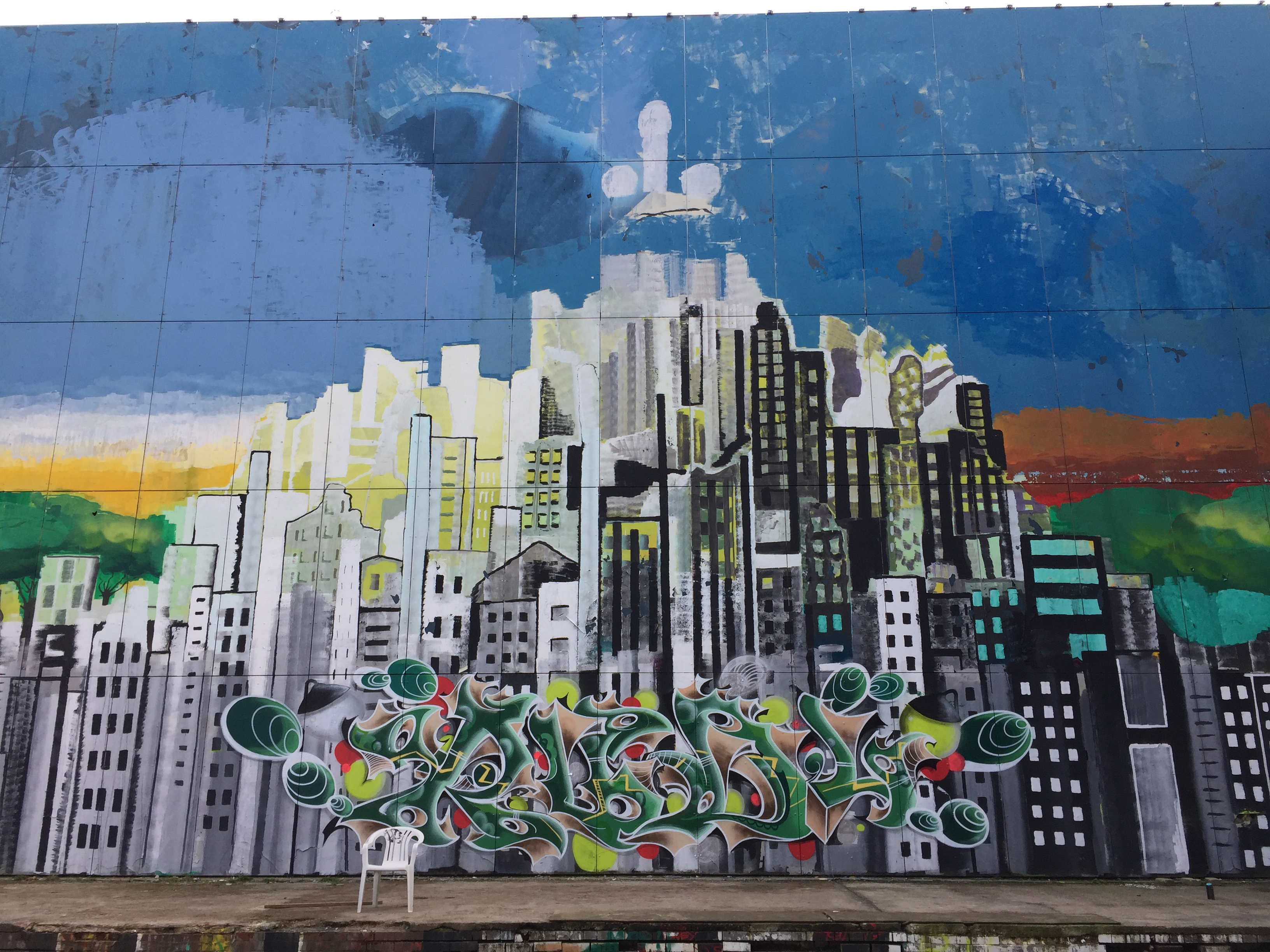
Граффити
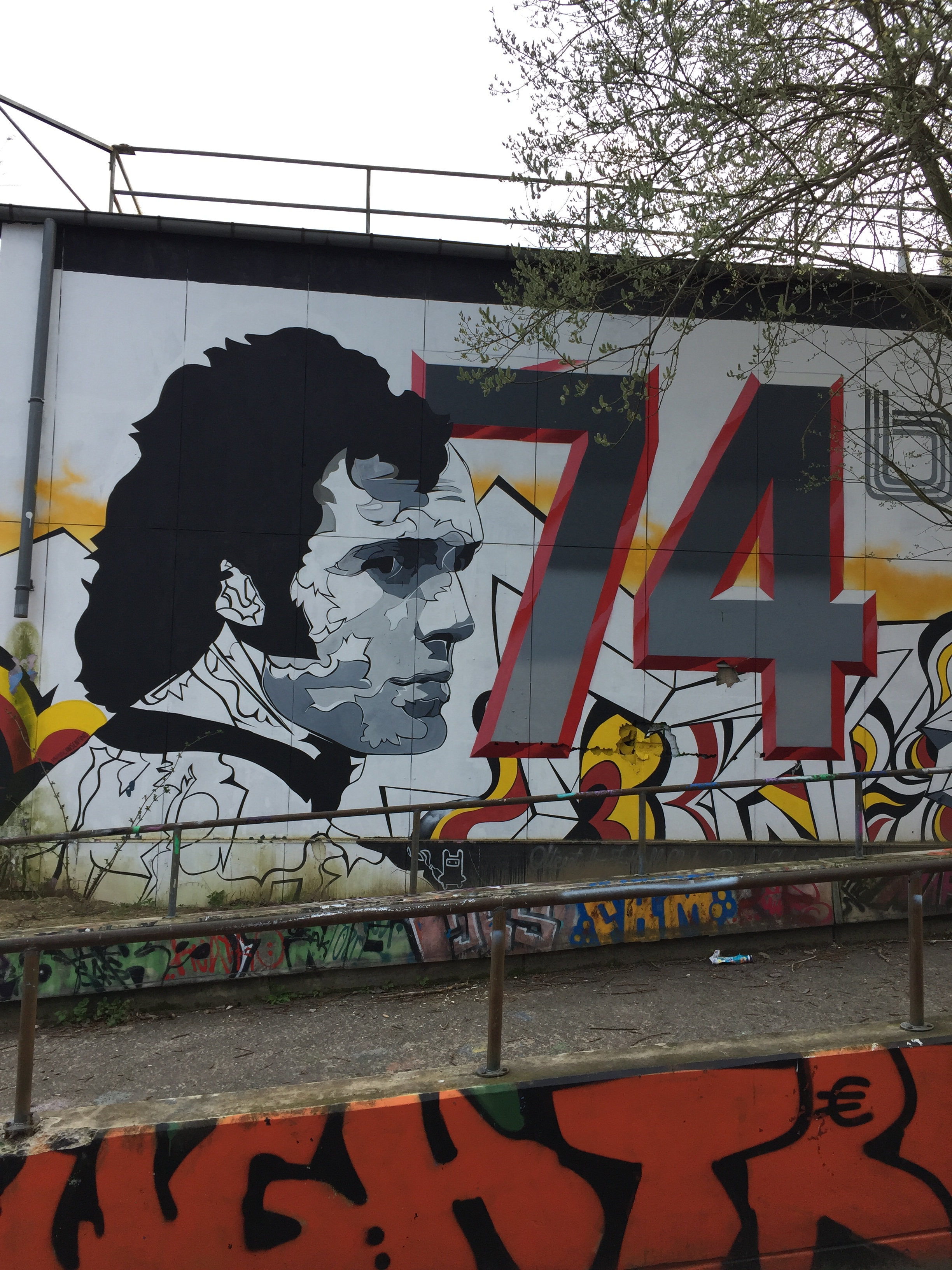
Изображение Франца Беккенбауэра на стене
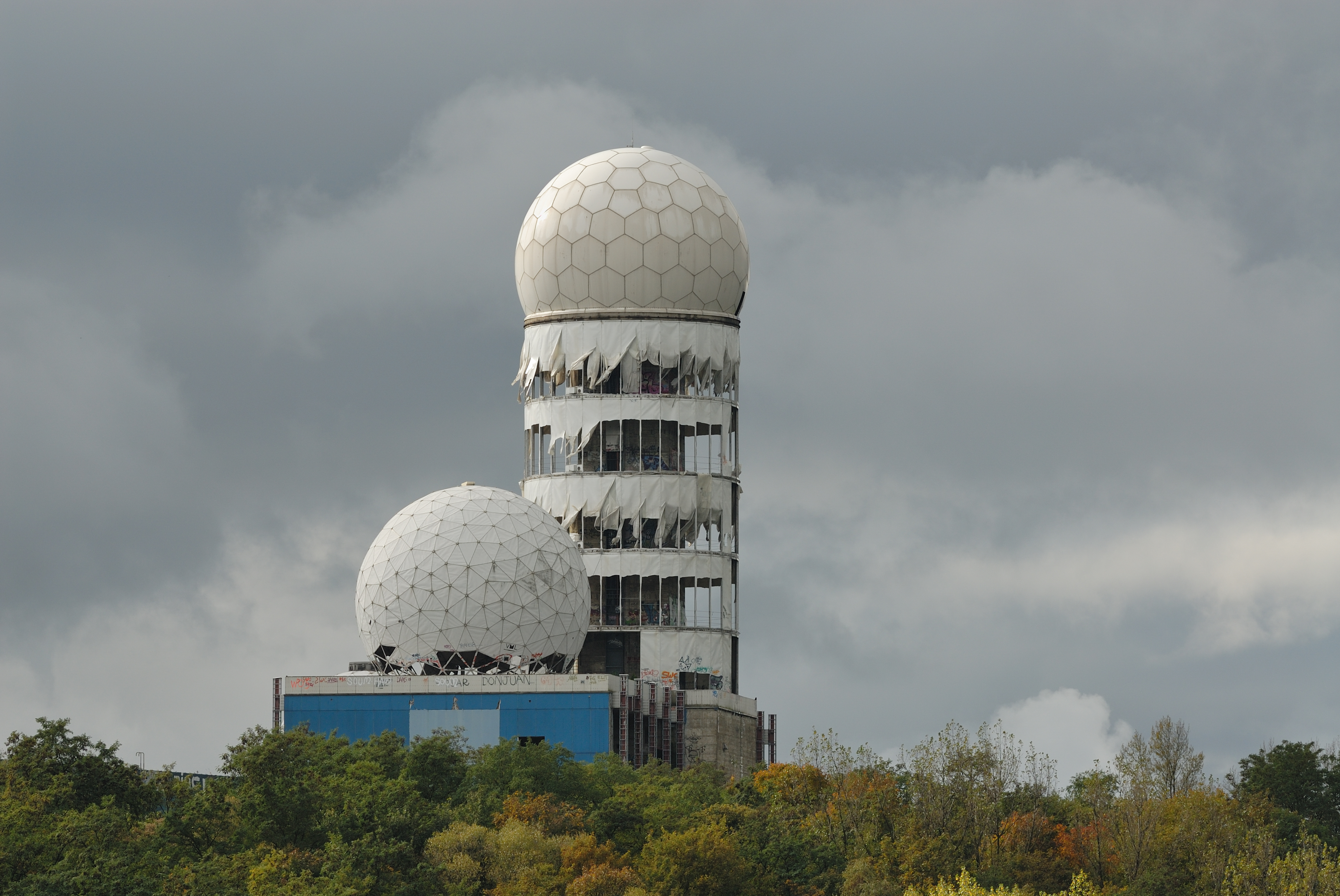
Радары в 2009 году